# Volevo nascondermi
Volevo nascondermi är en italiensk biografisk film från 2020 i regi av Giorgio Diritti

## Utmärkelser
Filmen vann David di Donatello för bästa film 2021.

## Roller (urval)
- Elio Germano – Antonio Ligabue
  - Oliver Ewy – Antonio Ligabue, som ung
  - Leonardo Carrozz – Antonio Ligabue, som barn
- Pietro Traldi – Renato Marino Mazzacurati
- Andrea Gherpelli – Andrea Mozzali
- Mario Perrotta – Raffaele Andreassi